# Championnat du Chili de football 1978
Navigation
Saison précédente Saison suivante
La saison 1978 du Championnat du Chili de football est la quarante-sixième édition du championnat de première division au Chili. Les dix-huit meilleurs clubs du pays sont regroupés au sein d'une poule unique où elles s'affrontent deux fois, à domicile et à l'extérieur. En fin de saison, les deux derniers du classement sont relégués et remplacés par les deux meilleurs clubs de Segunda Division,

## Les clubs participants
| - Club Deportivo Huachipato - Colo Colo - CD Universidad Católica - CF Universidad de Chile - Unión Española - CD Coquimbo Unido - Promu de Segunda Division - Deportivo Ñublense - CSD Rangers - Promu de Segunda Division - Club de Deportes Cobreloa - Promu de Segunda Division | - Green Cross-Temuco - Club de Deportes Lota Schwager - Club Deportivo O'Higgins - Club de Deportes Aviación - Club Deportes Concepción - Club Deportivo Palestino - CD Santiago Morning - CD Everton de Viña del Mar - Audax Italiano |

## Compétition
Le barème utilisé pour établir le classement est le suivant :
- Victoire : 2 points
- Match nul : 1 point
- Défaite : 0 point

### Classement
| Rang | Équipe                         | Pts | J  | G  | N  | P  | Bp | Bc | Diff |
| ---- | ------------------------------ | --- | -- | -- | -- | -- | -- | -- | ---- |
| 1    | Club Deportivo Palestino C     | 53  | 34 | 23 | 7  | 4  | 73 | 32 | +41  |
| 2    | Club de Deportes Cobreloa P    | 49  | 34 | 22 | 5  | 7  | 69 | 37 | +32  |
| 3    | Club Deportivo O'Higgins       | 42  | 34 | 17 | 8  | 9  | 64 | 39 | +25  |
| 4    | Unión Española T               | 41  | 34 | 17 | 7  | 10 | 52 | 41 | +11  |
| 5    | CD Everton de Viña del Mar     | 40  | 34 | 14 | 12 | 8  | 55 | 40 | +15  |
| 6    | Colo Colo                      | 37  | 34 | 15 | 7  | 12 | 62 | 55 | +7   |
| 7    | CF Universidad de Chile        | 36  | 34 | 11 | 14 | 9  | 41 | 33 | +8   |
| 8    | Club de Deportes Aviación      | 34  | 34 | 12 | 10 | 12 | 51 | 51 | 0    |
| 9    | CD Universidad Católica        | 33  | 34 | 11 | 11 | 12 | 43 | 37 | +6   |
| 10   | Club Deportes Concepción       | 33  | 34 | 12 | 9  | 13 | 44 | 47 | -3   |
| 11   | Club de Deportes Lota Schwager | 33  | 34 | 9  | 15 | 10 | 46 | 43 | +3   |
| 12   | Audax Italiano                 | 32  | 34 | 10 | 12 | 12 | 36 | 39 | -3   |
| 13   | Green Cross-Temuco             | 32  | 34 | 10 | 12 | 12 | 52 | 57 | -5   |
| 14   | CD Santiago Morning            | 32  | 34 | 10 | 12 | 12 | 43 | 49 | -6   |
| 15   | Deportivo Ñublense             | 30  | 34 | 10 | 10 | 14 | 34 | 49 | -15  |
| 16   | CD Coquimbo Unido P            | 24  | 34 | 8  | 8  | 18 | 38 | 56 | -18  |
| 17   | Club Deportivo Huachipato      | 17  | 34 | 5  | 7  | 22 | 26 | 55 | -29  |
| 18   | CSD Rangers P                  | 14  | 34 | 5  | 4  | 25 | 28 | 97 | -69  |

|  | Qualification pour la Copa Libertadores 1979                                     |
|  | Qualification pour la Liguilla pré-Libertadores                                  |
|  | Participation au barrage de promotion-relégation                                 |
|  | Relégation directe en Segunda Division                                           |
|  | T : Tenant du titre C : Vainqueur de la Copa Chile P : Promu de Segunda Division |

### Liguilla pré-Libertadores
| Rang | Équipe                     | Pts | J | G | N | P | Bp | Bc | Diff |  | Résultats (▼ dom., ► ext.) | Unio | O'Hi | Ever | Cobr |
| ---- | -------------------------- | --- | - | - | - | - | -- | -- | ---- |  | -------------------------- | ---- | ---- | ---- | ---- |
| 1    | Unión Española             | 4   | 3 | 2 | 0 | 1 | 4  | 2  | +2   |  | Unión Española             |      |      | 2-0  | 2-1  |
| 2    | Club Deportivo O'Higgins   | 4   | 3 | 2 | 0 | 1 | 3  | 2  | +1   |  | Club Deportivo O'Higgins   | 1-0  |      |      | 2-1  |
| 3    | CD Everton de Viña del Mar | 3   | 3 | 1 | 1 | 1 | 2  | 3  | -1   |  | CD Everton de Viña del Mar |      | 1-0  |      |      |
| 4    | Club de Deportes Cobreloa  | 1   | 3 | 0 | 1 | 2 | 3  | 5  | -2   |  | Club de Deportes Cobreloa  |      |      | 1-1  |      |

|  | Qualification pour le match de barrage |

#### Match de barrage
| 12 décembre 1978 | Club Deportivo O'Higgins  | 2 - 2 a.p. | Unión Española            | Estadio Nacional, Santiago du Chili         |                                             |
|                  | Serrano 24e · Vargas 119e |            | Escobar 68e · Miranda 98e | Spectateurs : 20 542 Arbitrage : Mario Lira | Spectateurs : 20 542 Arbitrage : Mario Lira |

- C'est le Club Deportivo O'Higgins qui obtient le billet pour la Copa Libertadores mais le critère n'est pas précisé; soit parce qu'il a remporté la confrontation directe en Liguilla, soit parce qu'il était le mieux classé à l'issue de la phase régulière du championnat.

### Barrage de promotion-relégation
- Les clubs classés 15e et 16e de Primera Division retrouvent les 3e et 4e de Segunda Division en poule de promotion-relégation. Les deux premiers du classement accèdent ou se maintiennent en première division.

| Rang | Équipe                       | Pts | J | G | N | P | Bp | Bc | Diff |  | Résultats (▼ dom., ► ext.)   | Coqu | Ñubl | Oval | Maga |
| ---- | ---------------------------- | --- | - | - | - | - | -- | -- | ---- |  | ---------------------------- | ---- | ---- | ---- | ---- |
| 1    | CD Coquimbo Unido            | 5   | 3 | 2 | 1 | 0 | 9  | 6  | +3   |  | CD Coquimbo Unido            |      | 3-1  | 3-3  | 3-2  |
| 2    | Deportivo Ñublense           | 4   | 3 | 2 | 0 | 1 | 7  | 5  | +2   |  | Deportivo Ñublense           |      |      | 3-1  | 3-1  |
| 3    | Club de Deportes Ovalle (D2) | 2   | 3 | 0 | 2 | 1 | 6  | 8  | -2   |  | Club de Deportes Ovalle (D2) |      |      |      |      |
| 4    | Deportes Magallanes (D2)     | 1   | 3 | 0 | 1 | 2 | 5  | 8  | -3   |  | Deportes Magallanes (D2)     |      |      | 2-2  |      |

|  | Maintien en Primera Division |

## Bilan de la saison
| Championnat du Chili de football 1978 |                                     |
| Champion                              | Club Deportivo Palestino (2e titre) |
| Coupes et trophées                    |                                     |
| Vainqueur de la Coupe du Chili 1978   | Club Deportivo Palestino            |
| Qualifications continentales          |                                     |
| Copa Libertadores 1979                | Club Deportivo Palestino            |
| Copa Libertadores 1979                | Club Deportivo O'Higgins            |
| Promotions et relégations             |                                     |
| Promus en Primera División            | Santiago Wanderers                  |
| Promus en Primera División            | Deportes Naval de Talcahuano        |
| Relégués en Segunda División          | Club Deportivo Huachipato           |
| Relégués en Segunda División          | CSD Rangers                         |